# Cascate di Calandula
Le cascate di Calandula (precedentemente note come cascate del Duque de Bragança) sono cascate nel comune di Calandula, provincia di Malanje, Angola. Si formano sul fiume Lucala, dove le cascate sono alte 105 metri (344 piedi) e ampie 400 metri (1 300 piedi). Sono una delle più grandi cascate per volume in Africa. La distanza da Luanda è di 360 km.

## Curiosità
Le cascate sono citate nel film "Riusciranno i nostri eroi a ritrovare l'amico misteriosamente scomparso in Africa?" di Ettore Scola con Alberto Sordi e Nino Manfredi 
del 1968, girato quando l'Angola era ancora dipendenza portoghese.